# Anemone raui
Anemone raui — вид квіткових рослин родини жовтецеві (Ranunculaceae).

## Поширення
Рослина поширена в Індії.